# H.A.S. Faith
Hans Adam Stockmann Faith (født 14. december 1804 i Randers, død 23. september 1878 i København) var en dansk højesteretsassessor.
Forældrene var apoteker i Randers Christopher Faith (1778-1853) og Elisabeth født Stockmann. Han blev student 1822 og juridisk kandidat 1827, indtrådte 1829 i Kancelliet som volontør, blev kancellist 1834 og 1838 tillige ansat som notarius ved det juridiske fakultet. 1839 blev han surnumerær assessor i Landsover- samt Hof- og Stadsretten, 1842 virkelig assessor i samme ret og 1857 assessor i Højesteret. Han blev 1854 virkelig justitsråd, 18. november 1859 Ridder af Dannebrogordenen, 26. maj 1867 Dannebrogsmand, frasagde sig 2. maj 1871 titlerne som kancellisekretær og som justitsråd og blev 26. juni 1876 Kommandør af 2. grad af Dannebrog.
Han er forfatter til to bind juridiske afhandlinger (1850 og 1862), væsentligst om processuelle emner, der vidner om hans flid og gode kendskab til praksis, men ikke har synderlig videnskabelig betydning. Han døde ugift i København 23. september 1878 og henlagde ved testamente sin betydelige formue til et legat for ældre trængende ugifte døtre af embedsmænd eller af mænd af dermed ligestillede samfundsklasser.